# Distrito de Tamási
El distrito de Tamási (húngaro: Tamási járás) es un distrito húngaro perteneciente al condado de Tolna.
En 2013 su población era de 38 795 habitantes. Su capital es Tamási.

## Municipios
El distrito tiene 3 ciudades (en negrita), 2 pueblos mayores (en cursiva) y 27 pueblos.
Ciudades
- Tamási
- Gyönk
- Simontornya

Pueblos
- Belecska
- Diósberény
- Dúzs
- Értény
- Felsőnyék
- Fürged
- Hőgyész
- Iregszemcse
- Kalaznó
- Keszőhidegkút
- Kisszékely
- Koppányszántó
- Magyarkeszi
- Miszla
- Mucsi
- Nagykónyi
- Nagyszékely
- Nagyszokoly
- Ozora
- Pári
- Pincehely
- Regöly
- Szakadát
- Szakály
- Szárazd
- Tolnanémedi
- Udvari
- Újireg
- Varsád